# Christl Erber
Christl Erber (* 6. April 1940 in Wien) ist eine heute inaktive österreichische Schauspielerin bei Bühne, Film und Fernsehen.

## Leben und Wirken
Erber begann ihre Bühnenlaufbahn unmittelbar nach dem Zweiten Weltkrieg, als sie mit fünf Jahren erstmals auf den Brettern stand. Mit zwölf Jahren hatte sie bereits das Theater in der Josefstadt (u. a. 1953 in dem Stück Südfrüchte an der Seite von Helmut Lohner) erobert, und mit 15 Jahren war sie die jüngste Profi-Burgschauspielerin. Wieder ein Jahr darauf, 1956, erhielt Christl Erber die dritte Hauptrolle der Tochter von Hermann Erhardt und Olga von Togni in dem Heimatfilm Wer die Heimat liebt.
Anschließend (seit 1958) sah man die Wienerin jedoch überwiegend in Fernsehfilmproduktionen, ehe sie im Laufe der 1970er Jahre die Arbeit vor der Kamera komplett einstellte. Stattdessen kehrte sie wieder zur Bühne (z. B. Fritz Rémond Theater im Zoo in Frankfurt am Main, Deutsches Theater in München, Ernst Deutsch Theater in Hamburg, Bayerisches Staatsschauspiel in München) zurück. Christl Erber war mit dem Architekten und Diplomingenieur Raimund Beil verheiratet.

## Filmografie
- 1956: Wer die Heimat liebt
- 1957: Skandal in Ischl
- 1958: Der Talisman (Fernsehfilm)
- 1958: Ihr Bräutigam (Fernsehfilm)
- 1960: Die Dame in der schwarzen Robe (Fernsehfilm)
- 1960: Familie (Fernsehfilm)
- 1960: Ein Weihnachtslied in Prosa oder Eine Geistergeschichte zum Christfest (Fernsehfilm)
- 1960: Es geschah an der Grenze (TV-Serie, 1 Folge)
- 1961–62: Die Firma Hesselbach (TV-Serie, 5 Folgen)
- 1963: Eine Nacht außer Haus (Fernsehfilm)
- 1964: Das Kriminalmuseum (TV-Serie, 1 Folge)
- 1964: Jazz und Jux in Heidelberg
- 1964: Kommissar Freytag (TV-Serie, 1 Folge)
- 1965: Christinas Heimreise (Fernsehfilm)
- 1965: Der Alpenkönig und der Menschenfeind
- 1969: Herr Wolff hat seine Krise (Fernsehfilm)
- 1970: Die seltsamen Methoden des Franz Josef Wanninger (TV-Serie, Folge Der Fall Treptow)